# Igor Levit

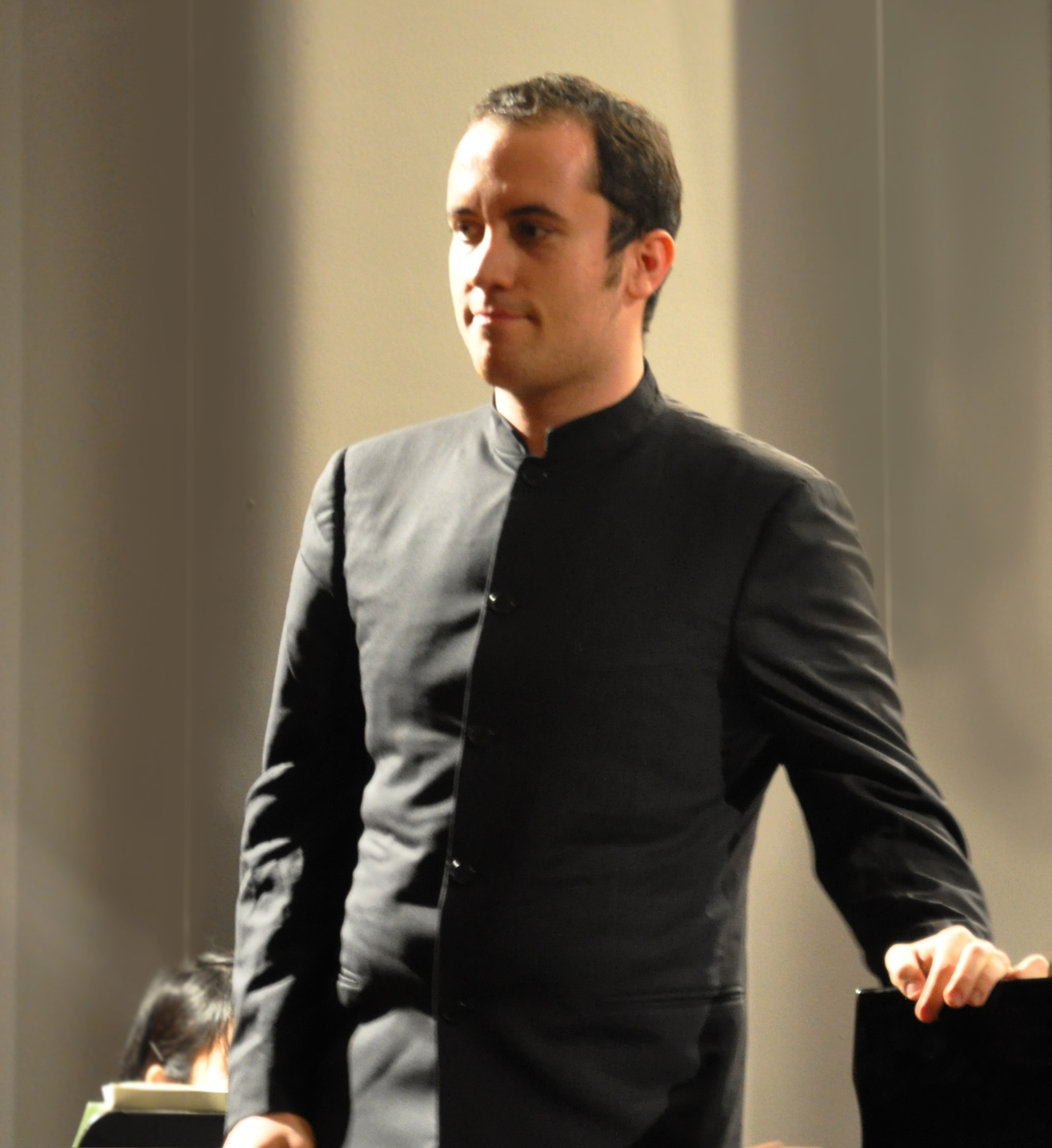
Igor Levit

Igor Levit ( Russisch: Игорь Левит), geboren 1987 in Gorky (nu Nizhny Novgorod ) is een Russisch-Duitse pianist.

## Biografie
Levit begon piano te spelen vanaf zijn derde, en als kind had hij zijn eerste successen op het concertpodium in zijn geboortestad Nizhny Novgorod. Zijn familie verhuisde in 1995 naar Hannover. Van 1999 tot 2000 studeerde hij aan het Mozarteum in Salzburg bij Hans Leygraf en van 2000 tot 2010 in de Hochschule für Musik, Theater und Medien Hannover met Karl-Heinz Kämmerling, Matti Raekallio en Bernd Goetzke.
Levit trad op in grote concertzalen en muziekfestivals over de hele wereld, onder andere in Carnegie Hall, New York. Tijdens zijn studie won hij verschillende internationale prijzen, waaronder de tweede prijs op de Internationale Maria Callas Grand Prix, Athene (2004), de eerste prijs op de 9e Hamamatsu International Piano Academy Competition in Hamamatsu (2004), de tweede prijs op de piano competitie Kissinger Klavierolymp (2004), de zilveren medaille en drie andere prijzen op de Arthur Rubinstein International Piano Master Competition in Tel Aviv (2005), en de Luitpold Prize voor jonge artiesten op het Festival Kissinger Sommer in Bad Kissingen (2009). In oktober 2011 verscheen hij in een 45-minuten durende documentaire op 3sat over zijn liefde voor de muziek van Franz Liszt. Hij was een BBC Radio 3 New Generation Artist van 2011 tot 2013. Hij ontving de Beethoven Ring in 2017. In 2018 ontving hij de Gilmore Artist Award die om de vier jaar wordt toegekend aan een concertpianist.
Hij werd benoemd tot hoogleraar aan de Hochschule für Musik, Theater und Medien Hannover vanaf het wintersemester 2019/2020.

## Geselecteerde discografie
In 2013 bracht Levit zijn debuutalbum uit, de late pianosonates van Ludwig van Beethoven (nrs. 28 tot 32), op Sony Classical Records . Zijn tweede Sony album, een opname van Johann Sebastian Bachs zes toetsenbord partitas, werd uitgeroepen tot Gramophone Magazine's opname van de maand oktober 2014. Zijn derde Sony album, een 3-CD set van Bachs Goldbergvariaties, Beethovens Diabelli Variaties, en The People United Will Never Be Defeated! van Frederic Rzewski, werd uitgebracht in oktober 2015. Zijn vierde album, een 2-CD set uitgebracht in 2018, heeft als titel Life (het was Levit's reactie op de dood van zijn "beste vriend") en omvatte werken van Busoni, Bach, Schumann, Rzewski, Wagner, Liszt en Bill Evans. Zijn 5de uitgave (2019) is een 9-delige cd-box bij Sony Classical Records met alle pianosonates van Ludwig van Beethoven.